# Allegri becchini... arriva Trinità
Allegri becchini... arriva Trinità è un film del 1972, diretto da Ferdinando Merighi che si firma con lo pseudonimo Fred Lyon Morris.

## Trama
Un gruppo di banditi, capeggiati da uno spietato uomo incappucciato, rapisce e uccide una giovane donna. Quando il fratello della vittima, Django Randall, detto la "Trinità del West" (lui, la Colt, la vendetta) fa ritorno in paese, ha subito inizio un regolamento di conti senza esclusione di colpi. Lo scopo principale dell'uomo, oltre a vendicare la morte della sorella, è quello di riportare la pace nella piccola comunità.

## Produzione
Il titolo utilizzato durante la lavorazione del film è stato: "Sette carogne agli avvoltoi".

## Distribuzione
La pellicola ha avuto una distribuzione molto scarsa e probabilmente limitata a poche sale cinematografiche di provincia.